# Lese (langue)
Pour les articles homonymes, voir Lese.
Le lese est une langue soudanique centrale orientale parlée par les Lese dans le nord-est de la République démocratique du Congo.